# Stichting Taurus
Stichting Taurus ist eine niederländische Stiftung, die große Weidetiere in naturnaher Haltung ohne Zufütterung einsetzt. Verwendet werden verschiedene robuste Pferde- und Rinderrassen.

## Hintergrund und Praxis
Gemäß der Megaherbivorenhypothese hatten die einstigen großen Herbivoren wie Auerochse, Wisent, Wildpferd, Elch und andere einen wesentlichen Einfluss auf die Dynamik zwischen Flora und Fauna. Diese wurden jedoch entweder in ihrer Wildform ausgerottet oder verschwanden weitgehend aus der europäischen Wildnis. Dementsprechend wird im modernen Naturschutz immer häufiger auf große Weidetiere, welche von ihren ausgerotteten Vorfahren abstammen, gesetzt, um die Biodiversität offener Flächen zu erhalten.
Stichting Taurus verwendet Konik-Pferde sowie Exmoor-Ponys einerseits, und andererseits Robustrinder wie das Galloway-Rind, das Schottische Hochlandrind und die zusätzlich auerochsenartigen Rinder Sayaguesa, Pajuna, Maremmana primitivo und andere. Diese robusten Rinder und Pferde kommen weitestgehend ohne Zufütterung aus und leben in der Naturlandschaft Keent ganzjährig frei.

## Weitere Projekte
Stichting Taurus ist außerdem am TaurOs Project beteiligt. Dieses Projekt strebt durch Kreuzungs- und Selektionszucht der robusten, auerochsenartigen Primitivrinder eine Zucht an, welche dem Auerochsen wesentlich näher als andere heutige Rinderrassen kommen und sich für die Auswilderung in Europas Naturräumen eignen soll.